# Шведске демократе
Шведске демократе, скраћено ШД (швед. Sverigedemokraterna, SD) националистичка је политичка странка у Шведској. Њен председник је Јими Окесон.

## О странци
ШД је основана 1988. године на платформи национализма и конзервативизма. Током избора 90-их година ШД је добила финансијску помоћ од Националог фронта Француске. Због лоших изборних резултата 2001. године догађа се расцеп унутар ШД.
Млади чланови су организовани у организацији под именом Шведска демократска омладина.
ШД сматра да су емиграција, исламизација и глобализација највеће зло данашњице, које прети да уништи слободу народа.
ШД је посебно усмерена на критици према САД, ЕУ и НАТО.
ШД је изазвала пажњу шведских медија када је упутила честитке на победи Угу Чавезу, када је победио на председничким изборима у Венецуели.
Политички мото ШД је: Сачувајмо Шведску за Швеђане (Bevara Sverige Svenskt). ШД је била једна од оснивача ЕВРОНАТ-а.
Најјаче упориште ШД је у граду Ландскруна где имају подршку од 22% гласача.
ШД под својом контролом има дневни лист Шведски курир (SD-Kuriren), који има тираж од 30 хиљада примерака. Тај лист је 2005. године обкајиво на главној страни карикатуру исламског пророка Мухамеда под називом Лице Мухамеда (Muhammeds ansikte) што је довело до великих протеста муслиманских верника.
Током 2009. године ШД је објавила да има 4 хиљаде чланова, углавном младих.
На изборима 2010. године ШД је освојила 5,7% гласова што јој је омогућило да има 20 места у парламенту.

## Истакнути чланови
- Јими Окесон
- Микаел Јансон
- Стен Андерсон
- Свен-Оли Олсон
- Карл Лундрстон